# La Compagnie Blanche
 (novembre 2012).
Si vous disposez d'ouvrages ou d'articles de référence ou si vous connaissez des sites web de qualité traitant du thème abordé ici, merci de compléter l'article en donnant les références utiles à sa vérifiabilité et en les liant à la section « Notes et références ».
La Compagnie Blanche (The White Company) est un roman historique écrit par Arthur Conan Doyle , publié sous forme de feuilleton dans le Cornhill Magazine en 1891 au Royaume-Uni. 
En France, le roman paraît en 1908.
Le roman raconte les aventures du jeune écuyer Alleyne Edricson et d'archers anglais au service de Sir Nigel au sein d'une des grandes compagnies dans l'Angleterre, la France et l'Espagne de la guerre de Cent Ans.
Arthur Conan Doyle était particulièrement fier de La Compagnie Blanche, et considérait ce roman comme bien supérieur à ses romans et nouvelles mettant en scène son détective Sherlock Holmes. Dans une interview de 1900, l'auteur a déclaré : « selon moi La Compagnie Blanche vaut cent fois les histoires de Sherlock Holmes ». De nos jours, ce roman est devenu peu connu du grand public, mais il fut populaire pendant plusieurs décennies au Royaume-Uni avant la Seconde Guerre mondiale.
La Compagnie Blanche possède une préquelle publiée quinze ans plus tard, en 1906 : Sir Nigel.

## Intrigue

### Chapitres I à XV: Angleterre

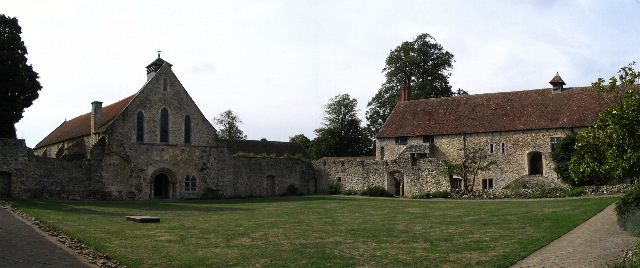
L'abbaye de Beaulieu, où Alleyne Edricson a reçu son éducation.

L'action débute en août 1366 dans le Hampshire, dans le Sud de l'Angleterre. Le lecteur se familiarise avec les principaux personnages de l'intrigue. Alleyne Edricson, âgé de vingt ans, quitte l'abbaye de Beaulieu où il a été éduqué jusqu'alors par des moines. Son départ de l'abbaye suit la volonté de son père, désormais décédé, qui l'avait placé à l'abbaye pour qu'il reçoive une bonne éducation avant de partir découvrir le monde à l'âge adulte. Alleyne est un jeune homme intelligent et talentueux dans les domaines artistiques, mais au caractère encore naïf à cause de son isolement à l'abbaye. Le jour du départ d'Alleyne, un autre membre de l'abbaye est quant à lui banni par l'abbé : Hordle John. Ce dernier est un homme de forte corpulence et bon vivant, qui ne cherche pas à adopter l'attitude dévote et disciplinée de ses coreligionnaires.
Alleyne souhaite se rendre chez son frère à Minstead, seul membre de sa famille encore en vie. Sur le trajet s'illustre la naïveté du jeune homme face aux différentes personnes qu'il rencontre. Au crépuscule, le jeune homme décide de faire étape dans une auberge. L'auberge est fréquentée par des hommes du monde auxquels Alleyne s'attache malgré leur caractère très différent des moines de l'abbaye. Il y rencontre notamment Hordle John, qui le connaît déjà et a une bonne opinion du jeune homme, ainsi que Samkin Aylward, un archer au franc parler aimant la bonne chère et souhaitant partir en France pour y faire la guerre. Hordle John, Aylward et Alleyne commencent à devenir amis : Alleyne apprécie la personnalité impétueuse des deux hommes, de même que John et Aylward apprécient le bon sens du jeune homme. Cependant, leurs routes se séparent au matin.
En arrivant aux alentours de Minstead, Alleyne assiste à une scène de dispute entre un homme et une jeune femme. Alleyne décide d'aller secourir la jeune femme qui semble avoir besoin d'aide, et tient tête à l'inconnu. Alleyne comprend avec surprise qu'il s'agit de son frère, le seigneur de Minstead. Ce dernier est néanmoins outré par l'intervention d'Alleyne dans la dispute, et le menace. Alleyne, pour défendre la jeune femme, frappe son frère qui repart rapidement à son château pour chercher les armes. Alleyne et la jeune femme fuient ensemble pour éviter le courroux du seigneur local, puis leurs chemins se séparent.
Alleyne, qui ne peut plus espérer être bien accueilli chez son frère, se décide à suivre Hordle John et Samkin Aylward dans leurs aventures. Il parvient à les retrouver sur la route de Christchurch. Les trois amis continuent leur chemin ensemble et rejoignent le château de Sir Nigel, grand chevalier ayant acquis beaucoup d'honneur dans de nombreuses batailles lorsqu'il était à la tête de la Compagnie Blanche. Malgré son âge, Sir Nigel est encore d'une vigueur peu commune et compte mener l'expédition en France avec ses hommes. Les trois amis s'installent au château pendant un mois pour préparer la guerre en compagnie de nombreux archers et soldats présents eux aussi au château. Aylward retrouve des connaissances de la Compagnie Blanche dans laquelle il avait servi. Alleyne, quant à lui, découvre avec plaisir que la fille de Sir Nigel n'est autre que Maude, la jeune femme qu'il a secourue à Minstead contre son frère. Alleyne devient l'instructeur de Maude pendant son séjour au château. Alleyne et Maude tombent amoureux l'un de l'autre, mais n'avouent leurs sentiments respectifs que lors du départ d'Alleyne : Maude lui confie un voile qu'Alleyne cache sous sa tunique et emporte avec lui dans son périple.
La compagnie menée par Sir Nigel arrive au bord de la Manche et embarque dans un bateau à destination de la France. Une autre compagnie menée par Sir Oliver monte dans le même bateau. Peu après son départ, le navire est attaqué par deux bateaux pirates. Une bataille navale s'engage contre les pirates dont l'ardeur n'est pas évidente à combattre. Néanmoins, l'habileté des archers anglais et les qualités de l'armée permettent de venir à bout des deux navires ennemis malgré des pertes humaines non négligeables et de sérieux dommages au bateau. Sir Nigel s'illustre en vainquant l'un des deux chefs pirates lors d'un combat acharné. Alleyne devient l'écuyer de Sir Nigel. Le navire continue sa route sans histoires jusqu'à l'estuaire de la Gironde.

### Chapitres XVI à XXXII: Aquitaine et royaume de France
Alleyne devient ami avec Ford, le second écuyer de Sir Nigel. Le navire mouille l'ancre à Bordeaux le 28 novembre 1366. La ville de Bordeaux et l'Aquitaine sont à cette époque un territoire vassal de l'Angleterre. Sir Nigel et sa compagnie vont à la rencontre du prince Édouard de Woodstock qui mènera les principales opérations guerrières contre le royaume de Castille. En route, l'armée rencontre le chevalier Chandos, qui les mène chez le Prince. Le Prince Édouard apprend à Sir Nigel qu'une partie de la Compagnie Blanche, déjà en France depuis plusieurs mois, commet des méfaits à Montauban : Sir Nigel promet de rallier bientôt les soldats fautifs auprès de lui pour faire renaître la grande Compagnie Blanche d'antan, vertueuse et capable de se distinguer sur un champ de bataille.
Le récit se concentre sur le personnage d'Alleyne, qui se signale désormais par son courage en plus de son honnêteté : l'âme d'un futur chevalier semble naître en lui. Il impressionne par son courage lors d'un combat contre un écuyer ayant prononcé des paroles désobligeantes à son encontre, et, en compagnie de Ford, il aide un vieil Italien et sa fille menacés par des soldats anglais ivres dans les rues de Bordeaux. Une joute équestre se joue entre cinq chevaliers anglais (dont Sir Nigel) et cinq chevaliers gascons, alliés de l'Angleterre mais sans amitié pour eux. Le chevalier français Bertrand Du Guesclin, s'opposant à la domination anglaise des territoires français, vient perturber la victoire des cinq chevaliers anglais en demandant à les affronter chacun leur tour en joute équestre pour l'honneur. Seul Sir Nigel parvient à rivaliser avec le nouvel adversaire mais le combat est arrêté car la nuit tombe. Sir Nigel est fier d'avoir eu l'occasion de combattre un chevalier si talentueux et honorable. Le lendemain, Alleyne est sur le point de révéler à Sir Nigel ses sentiments vis-à-vis de Maude, mais s'en abstient.
Sir Nigel, Alleyne, John, Aylward et Ford partent vers Montauban pour rallier les soldats de la Compagnie Blanche qui commettent des forfaits dans les territoires appartenant au royaume de France. En chemin, ils retrouvent Bertrand Du Guesclin dans une auberge. Celui-ci menace dans un premier temps ces sujets du royaume d'Angleterre ennemis du royaume de France, mais il reconnaît Sir Nigel qu'il porte en haute estime. Le chevalier français accompagne finalement Sir Nigel et les quatre autres hommes au château de Tristan de Rochefort à Villefranche, non loin de l'endroit où la Compagnie Blanche doit se trouver selon les dernières rumeurs. Dans la nuit, le château est assailli par surprise par des milliers de paysans unis contre Tristan de Rochefort, le seigneur local. Le château est incendié et les propriétaires du château sont tués ainsi que Ford. Sir Nigel, Alleyne, John, Aylward et Bertrand du Guesclin se réfugient dans une tour du château tout en continuant de lutter vaillamment contre les assaillants. La tour est sur le point de s'effondrer à cause de l'incendie lorsque la Compagnie Blanche arrive et disperse la foule des paysans. Les occupants de la tour sont secourus par la Compagnie. Sir Nigel se propose de devenir leur chef pour que la Compagnie Blanche puisse se distinguer dans la guerre imminente contre le royaume de Castille. Une large majorité des soldats indisciplinés accepte de suivre Sir Nigel, tandis qu'une dizaine d'autres repart, préférant continuer à vivre de vols et de pillages. Avec ses hommes, Sir Nigel rejoint l'armée du Prince Édouard qui est partie au sud vers l'Espagne.

### Chapitres XXXIII à XXXVII: Espagne
En février 1367, l'armée anglaise lance son offensive en Espagne. La Compagnie Blanche traverse la Navarre à la tête des troupes par un froid glacial. L'armée anglaise fait escale à Pampelune pour tenir un conseil auquel assiste Sir Nigel. Pendant ce temps, les archers Aylward et Hordle John s'illustrent lors d'un jeu avec une compagnie d'arbalétriers, démontrant la plus grande efficacité d'un arc par rapport à une arbalète. Sir Nigel revient du conseil et annonce avec fierté à ses soldats que la Compagnie Blanche a été choisie par le Prince pour partir en éclaireur et s'approcher au plus près de l'armée ennemie en Castille, de manière à estimer les capacités des forces adverses. Cette mission périlleuse est considérée comme un honneur accordé par le Prince.
Les quatre cents soldats de la Compagnie Blanche partent donc en éclaireurs sous les ordres de Sir Nigel. La Compagnie parvient à localiser et observer discrètement le camp de l'armée espagnole, forte de soixante mille hommes. Sir Nigel décide de profiter d'un effet de surprise en attaquant les Espagnols de nuit malgré le très fort déséquilibre des forces. L'attaque est facilitée par l'arrivée dans le camp espagnol de soldats alliés du royaume de France dans la journée : à la nuit tombée, les Espagnols ne parviennent pas à distinguer leurs alliés français de leurs ennemis anglais lors de l'attaque anglaise qui crée une profonde confusion dans le camp espagnol. Sir Nigel, qui a pu revêtir les habits d'un soldat espagnol, parvient à se frayer un chemin avec Alleyne jusqu'à la tente du roi de Castille. Le chevalier anglais parvient sans mal à s'introduire dans la tente et à capturer le roi. Le repli de la Compagnie Blanche s'effectue rapidement, et les pertes humaines sont limitées. Néanmoins, de retour à l'abri, Sir Nigel se rend compte que l'homme qu'il a capturé n'est pas le roi de Castille, mais l'un de ses écuyers.
Début mars 1367, alors que la Compagnie Blanche se replie depuis quelques jours, un détachement de cavalerie espagnol parvient à la rattraper. La Compagnie Blanche est prise au piège en terrain défavorable : la Compagnie se réfugie sur une colline rocheuse se terminant par un à-pic. La hauteur permet aux archers anglais d'éliminer une partie des forces adverses pendant que celles-ci escaladent à leur tour la colline, mais la Compagnie Blanche est rapidement prise sous des jets de pierre qui déciment ses effectifs. Les Espagnols parviennent à monter jusqu'en haut de la colline et les combats à l'épée succèdent aux échanges de flèches et de pierres. La Compagnie Blanche lutte vaillamment mais est écrasée en nombre par les soldats espagnols. Sir Nigel demande à Alleyne et à son second écuyer de descendre le versant à pic de la colline pour demander du renfort auprès du reste de l'armée anglaise qui doit se trouver non loin. Le second écuyer se tue lors de la descente, et Alleyne reçoit une pierre à la tête. Malgré sa sérieuse blessure, Alleyne parvient à s'emparer d'un cheval et à se diriger vers le camp anglais. Il rencontre en chemin un détachement de cavalerie anglais mené par Hugh Calveley. Le détachement anglais part au secours de la Compagnie Blanche, mais arrive trop tard. La Compagnie Blanche a été vaincue, et il n'y a presque aucun survivant. Hordle John, toujours en vie, prévient Alleyne qu'il a vu Sir Nigel être emporté par des Espagnols malgré le combat que leur a livré l'archer Aylward pour délivrer l'honorable chevalier. Alleyne perd connaissance à cause de sa blessure et des terribles nouvelles rapportées par Hordle John.

### Épilogue
En juillet 1367, Alleyne et Hordle John, seuls rescapés de la bataille, reviennent dans le Hampshire. Alleyne, à la suite de sa blessure, a côtoyé la mort pendant deux mois, mais est parvenu à se rétablir. Hordle John est devenu riche en recevant une lourde rançon versée par un prisonnier espagnol pour sa libération. Alleyne apprend que Maude Loring est sur le point d'entrer au couvent en croyant que l'homme qu'elle aimait est mort au combat avec son père. Alleyne parvient à retrouver Maude devant le couvent, alors même que la jeune fille monte les marches pour son entrée dans la vie religieuse. Les amants s'étreignent sur les marches, et Maude repart avec Alleyne. Le mariage est célébré peu de temps après.
Un mois après les noces, Alleyne entend au détour d'un chemin une voix familière provenant d'une auberge : il découvre avec émerveillement que l'archer Aylward et sir Nigel sont vivants et ont fait escale à l'auberge avant de revenir au château. Les trois hommes s'embrassent de joie. Aylward et sir Nigel, faits prisonniers par les Espagnols et transportés en bateau, sont devenus galériens sur un navire pirate victorieux du navire espagnol qui les emmenait, puis se sont échappés lors d'une escale grâce à l'agilité de sir Nigel.
Les derniers mots du romans, très optimistes, évoquent la vie heureuse que connurent Alleyne et Maude par la suite, ainsi qu'Aylward (marié à une aubergiste), John (marié et vivant à Lyndhurst) et sir Nigel qui vécut encore de nombreuses années et qui reçut les honneurs pour sa vaillance pendant la bataille d'Espagne.

## Rapports entre fiction et réalité
Arthur Conan Doyle fait intervenir dans son roman des personnages historiques réels. Sir Nigel Loring est inspiré du chevalier et diplomate Nele Loring (1320-1386), mais son caractère et son parcours sont presque entièrement inventés par l'auteur. Au cours de l'intrigue, les personnages principaux rencontrent plusieurs personnalités importantes de la Guerre de Cent Ans : Hugh Calveley, Henri II de Castille, Pierre Ier de Castille, John Chandos, Olivier V de Clisson, Édouard III d'Angleterre, le Prince noir, John of Gaunt, Jean de Grailly, Bertrand Du Guesclin, Robert Knolles, Jacques IV Majorque, Charles II de Navarre, ou encore Simon de Burley.

## Histoire
La Compagnia Bianca (Compagnie Blanche) ou Compagnia Bianca del Falco « Compagnie Blanche du Faucon » est le nom de la Compagnie di Ventura, composée en majeure partie de mercenaires étrangers actifs en Europe au XIVe siècle.